# 嘎娘乡
嘎娘乡，是中华人民共和国云南省红河哈尼族彝族自治州元阳县下辖的一个乡镇级行政单位。

## 行政区划
嘎娘乡下辖以下地区：
嘎娘村、水井湾村、大伍寨村、吉居地村、龙克村、凤港村和苦芦寨村。